# Kàlino
Kàlino (en rus: Калино) és un poble de l'óblast d'Arkhànguelsk, a Rússia, segons el cens del 2012 tenia 45 habitants.